# Viện Công nghệ Quốc phòng Thái Lan
Viện Công nghệ Quốc phòng Thái Lan (tiếng Anh: Defence Technology Institute-DTI) là một tổ chức nghiên cứu nhà nước Thái Lan, đặt sự lãnh đạo, chỉ huy trực tiếp của Bộ trưởng Bộ Quốc phòng Thái Lan. Viện có nhiệm vụ tiến hành nghiên cứu về các dự án vũ khí, trang thiết bị quân sự quy mô lớn yêu cầu trình độ khoa học và công nghệ cao. Nghiên cứu và phát triển từ mức độ kiến thức hiện có đến mức độ phức tạp hơn. Bằng cách khai thác, sử dụng các tài nguyên có sẵn từ Bộ Quốc phòng cũng như phát triển thiết bị nguyên mẫu để đáp ứng nhu cầu của quân đội.
DTI được thành lập vào ngày 1 tháng 1 năm 2009 trong khuôn khổ Chương trình tăng cường khả năng sản xuất vũ khí trong nước của Chính phủ Thái Lan.
Địa chỉ: Thành phố Pak Kret, thuộc tỉnh Nonthaburi, Thái Lan.
Website: www.dti.or.th

## Nghiên cứu và phát triển
- DTI hợp tác với Ricardo sản xuất xe bọc thép Black Widow Spider 8x8 cho quân đội Thái Lan;
- Năm 2017, DTI đã ký Biên bản ghi nhớ "chuyển giao công nghệ và thiết lập bảo trì, sửa chữa & đại tu trực thăng" với Hãng trực thăng Leonardo;
- DTI đã tham gia vào các dự án thử nghiệm để giảm ô nhiễm không khí ở Bangkok bằng máy bay không người lái phun nước;
- Năm 2018, DTI đã ký Bản ghi nhớ Thỏa thuận (MOA) với công ty quốc phòng của Anh- Arturius International và đại diện Thái Lan, Công ty Tập đoàn GCS. Sự hợp tác này nhằm tạo ra một Trung tâm xuất sắc chống lại các mối đe dọa ở Thái Lan;